# ArcelorMittal Poland Oddział w Zdzieszowicach
ArcelorMittal Poland Oddział w Zdzieszowicach, dawniej Zakłady Koksownicze „Zdzieszowice” Sp. z o.o. - przedsiębiorstwo w Zdzieszowicach, największy producent koksu w Polsce, wytwarzający ponad 4 mln ton koksu (40% udziału krajowego, dane na 2008 r.). Oprócz koksu opałowego i metalurgicznego, zakład wytwarza także gaz koksowniczy, benzol, smołę i płynną siarkę. Większość koksu jest eksportowana.

## Historia
Zakłady zbudowano w latach 1930–1932 jako Schaffgotsch Benzin Werke Gmbh'. Obecnie zajmują one obszar około 200 ha.
31 grudnia 2010 roku Zakłady Koksownicze „Zdzieszowice” Sp. z o.o. zostały wykupione i połączone ze spółką ArcelorMittal Poland S.A. z siedzibą w Dąbrowie Górniczej. Połączenie nastąpiło w trybie przeniesienia całego majątku spółki Zakładów Koksowniczych „Zdzieszowice” Sp. z o.o. jako spółki przejmowanej na spółkę ArcelorMittal Poland S.A. jako spółkę przejmującą. W wyniku połączenia spółka Zakłady Koksownicze „Zdzieszowice” Sp. z o.o. utraciła osobowość prawną, a jej następcą prawnym jest ArcelorMittal Poland S.A. Od tego dnia zakład nazywa się ArcelorMittal Poland S.A. Oddział w Zdzieszowicach.
Zdolności produkcyjne 4 nowych baterii koksowniczych uruchomionych w latach 2003-2008 wynoszą 3 mln ton koksu rocznie. Łączna zdolność produkcyjna Koksowni Zdzieszowice wynosi ok. 4,2 mln ton/rok. Jest to największa pod względem produkcji koksownia w Polsce (następne w kolejności są Koksownia Przyjaźń i Koksownia Radlin).